# Aiphanes horrida
Aiphanes horrida es una especie de planta de la familia de las palmeras (Arecaceae), nativa del norte de América del Sur y Trinidad y Tobago.

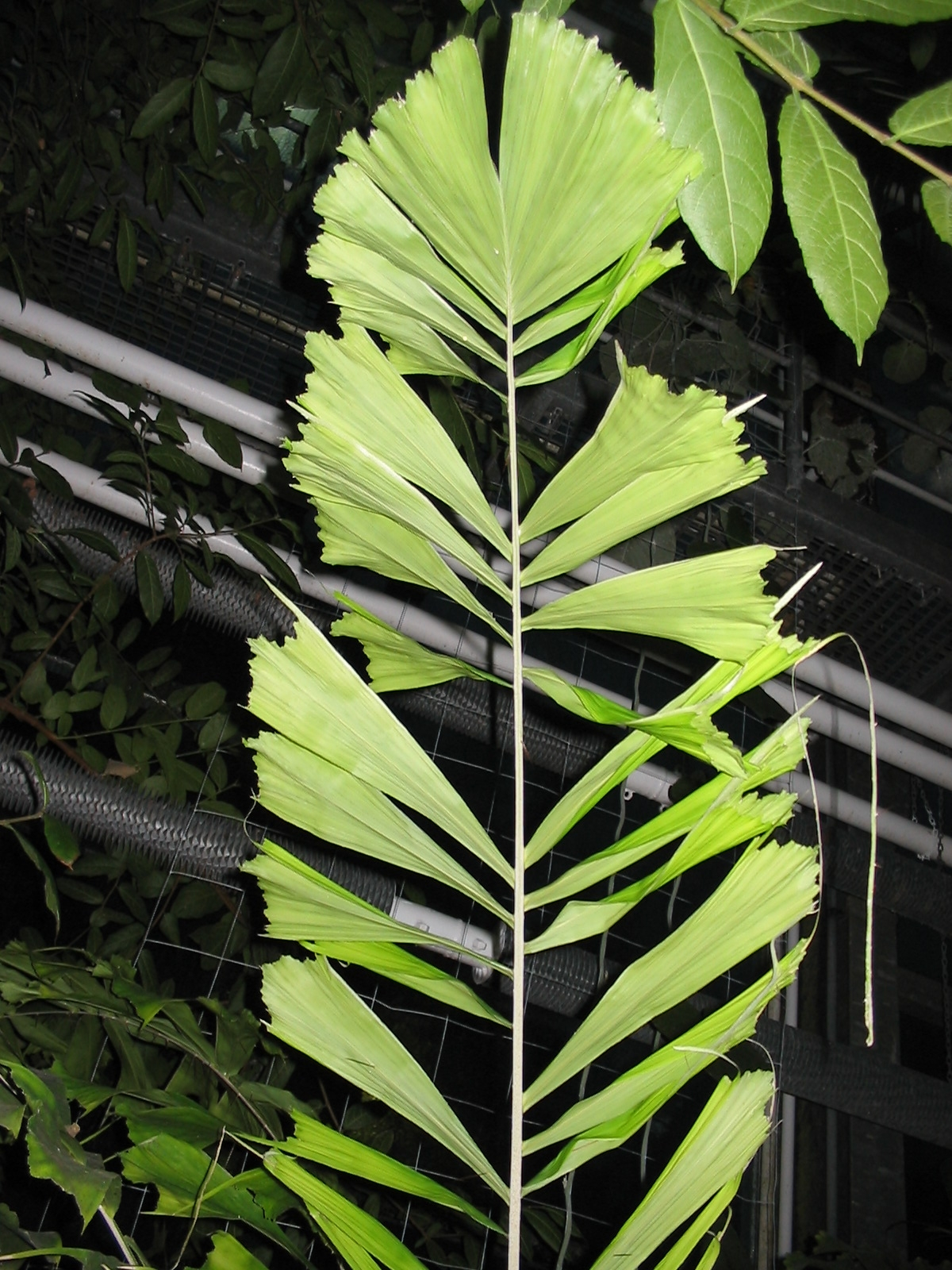
Detalle de la hoja

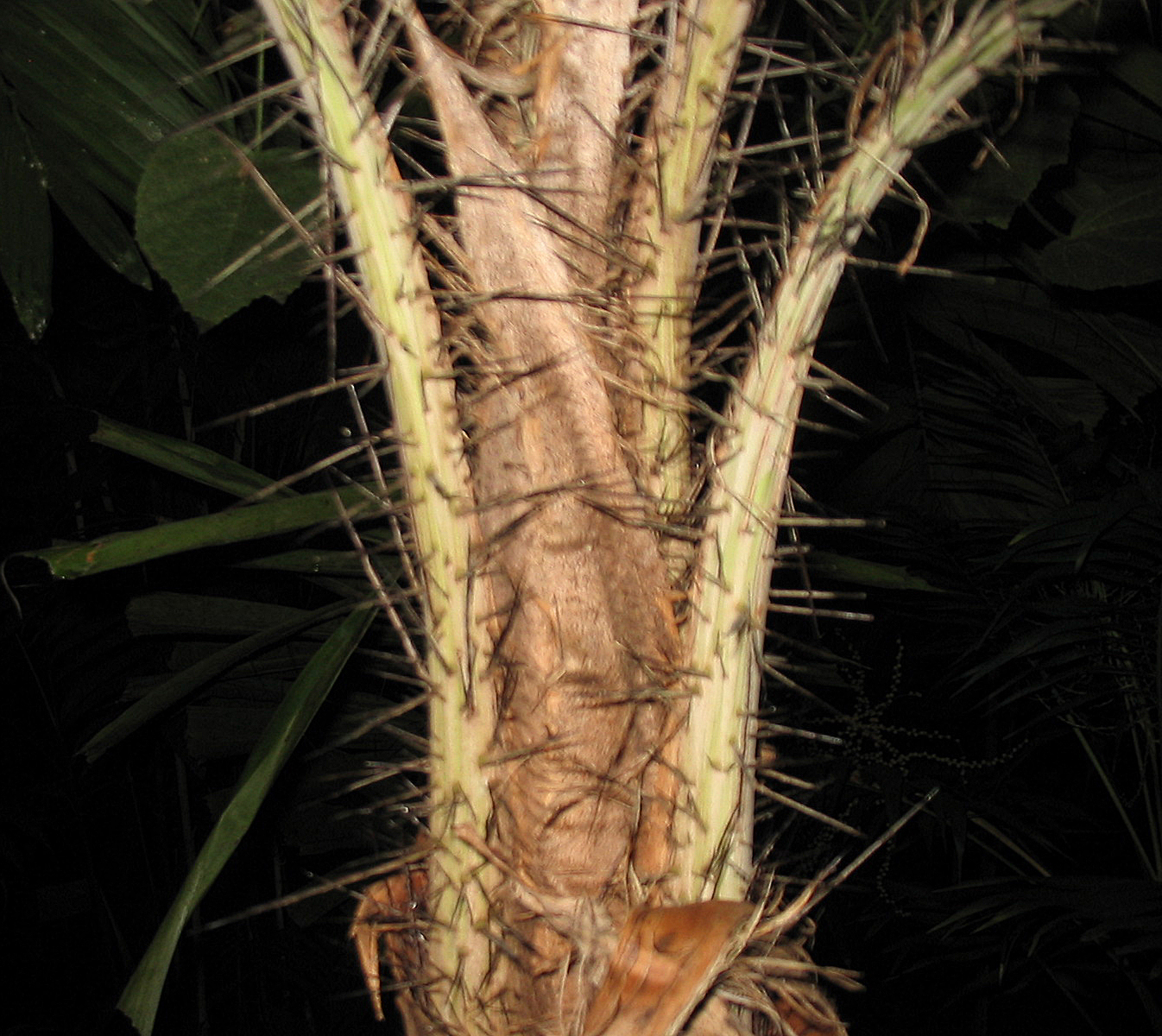
Tallo

## Hábitat
Es originaria de los valles interandinos de Colombia, y Ecuador y todas las variedades de la especie se encuentran en bosques secos entre el nivel del mar y 1700 m s. n. m. en Bolivia, Brasil, Perú, Trinidad y Tobago y Venezuela. La especie se cultiva como ornamental en todo el trópico.

## Características

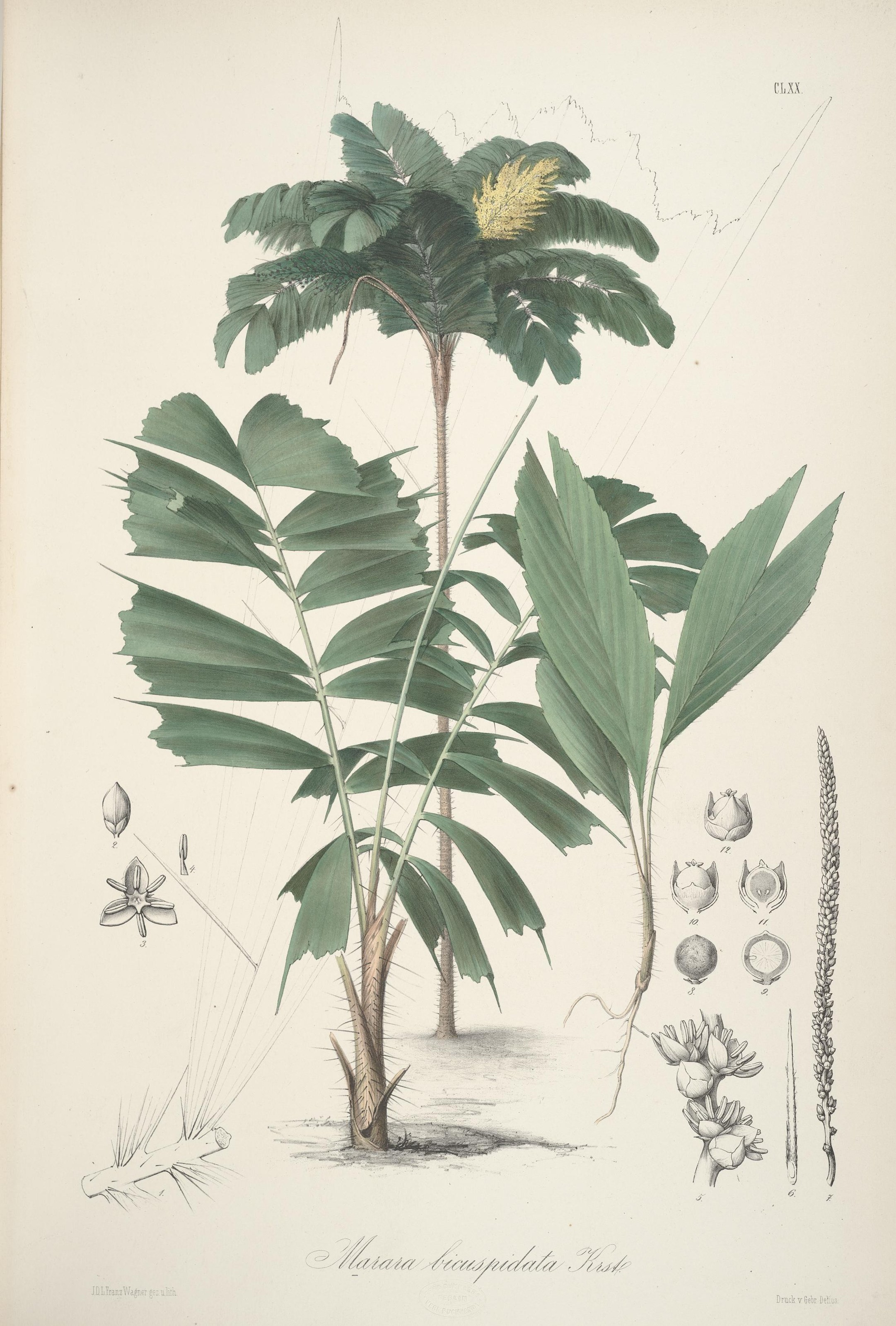
Pl. CLXX Florae Columbiae

Tiene un estipe solitario de hasta 15 m de altura (en los ejemplares cultivados) y 10 a 15 cm de diámetro, con espinas negras. En el medio silvestre alcanza los 3-10 metros de altura con un diámetro de tallo de 6-10 cm.
Presenta 8 a 10 hojas, cada una con 35 pinnas, de 38 cm de largo por 14 cm de ancho, en promedio, a cada lado, dispuestas en grupos separados e insertas en varios planos, lo que da una apariencia de crespos. Inflorescencia interfoliar con bráctea peduncular con espinas; flores estaminadas mayores que las pistiladas, más largas que anchas.
Frutos en racimo, globosos, de 1,5 cm de diámetro, exocarpio rojo brillante, mesocarpio harinoso de color anaranjado, comestible. Endocarpio de 1,2 cm de diámetro y grosor de 1 mm, contiene una almendra muy apreciada, que se come directamente o puede ser usada en confitería. El epicarpio y el mesocarpio de la fruta es rica en caroteno y se come en Colombia, mientras que las semillas se usan para hacer velas. En algunas partes de los llanos colombianos, los endocarpios se utilizan para jugar.
La planta es cultivada, especialmente en los jardines de las viviendas, con fines ornamentales y en el campo, desde hace siglos, para la alimentación humana.

## Nombres comunes
- Español: macahuite, corozo del Orinoco,[4] palma corozo del Orinoco,[4] corozo anchame, mararava, cubarro, chonta, chascaraza, charascal, corozo chiquito, corozo colorado, mararay, pujamo, gualte, chonta ruro,[2] Pupunha xicaxica,[5]

## Taxonomía
Aiphanes horrida fue descrito por (Jacq.) Burret y publicado en Notizblatt des Botanischen Gartens und Museums zu Berlin-Dahlem 11(107): 575. 1932.
Etimología
Aiphanes: nombre genérico que está formado por los vocablos griegos aei, "siempre", y phanes, "vistoso".
horrida: epíteto latino que significa "espinoso, erizado".
Sinonimia
- Aiphanes aculeata   Willd.

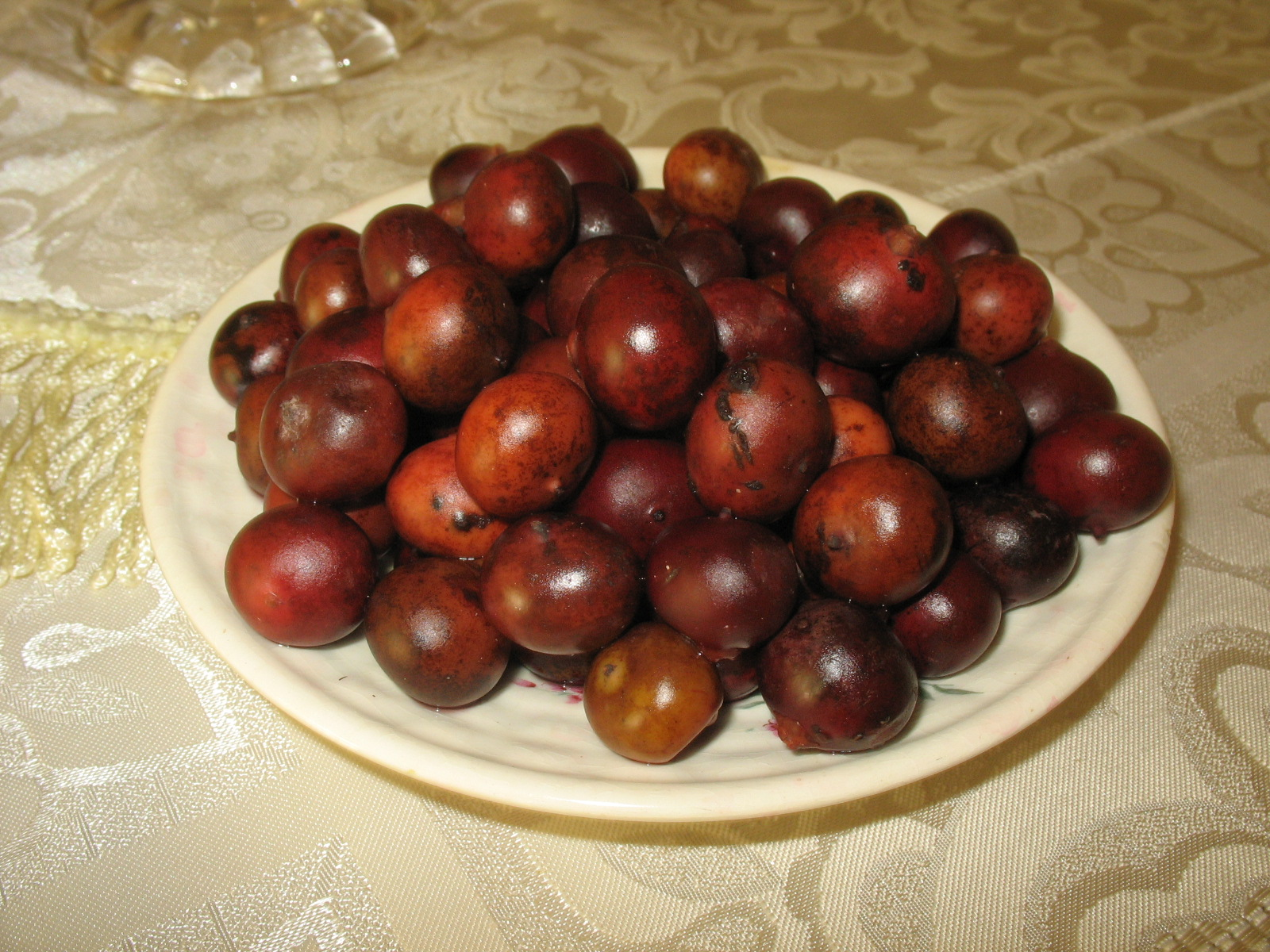
Frutos.

- Aiphanes caryotifolia  (Kunth) H.Wendl.
- Aiphanes elegans  (Linden & H.Wendl.) H.Wendl.
- Aiphanes ernestii  (Burret) Burret
- Aiphanes killipii  Burret
- Aiphanes orinocensis  Burret
- Aiphanes praemorsa  (Poepp. ex Mart.) Burret
- Aiphanes truncata  (Brongn. ex Mart.) H.Wendl.
- Bactris praemorsa  Poepp. ex Mart.
- Caryota horrida  Jacq.
- Euterpe aculeata  (Willd.) Spreng.
- Marara aculeata  (Willd.) H.Karst. ex H.Wendl.
- Marara bicuspidata  H.Karst.
- Marara caryotifolia  (Kunth) H.Karst. ex H.Wendl.
- Martinezia aculeata  (Willd.) Klotzsch
- Martinezia aiphanes  Mart.
- Martinezia caryotifolia  Kunth
- Martinezia elegans  Linden & H.Wendl.
- Martinezia ernestii  Burret
- Martinezia killipii  Burret
- Martinezia truncata  Brongn. ex Mart.
- Martinezia ulei  Dammer
- Tilmia caryotifolia  (Kunth) O.F.Cook [8]